# Primula pedemontana
Primula pedemontana är en viveväxtart som först beskrevs av Thomas och publicerades av Gaudin 1828. Primula pedemontana ingår i släktet vivor, och familjen viveväxter.

## Underarter
Arten delas in i följande underarter:
- P. p. apennina
- P. p. iberica
- P. p. pedemontana

## Bildgalleri

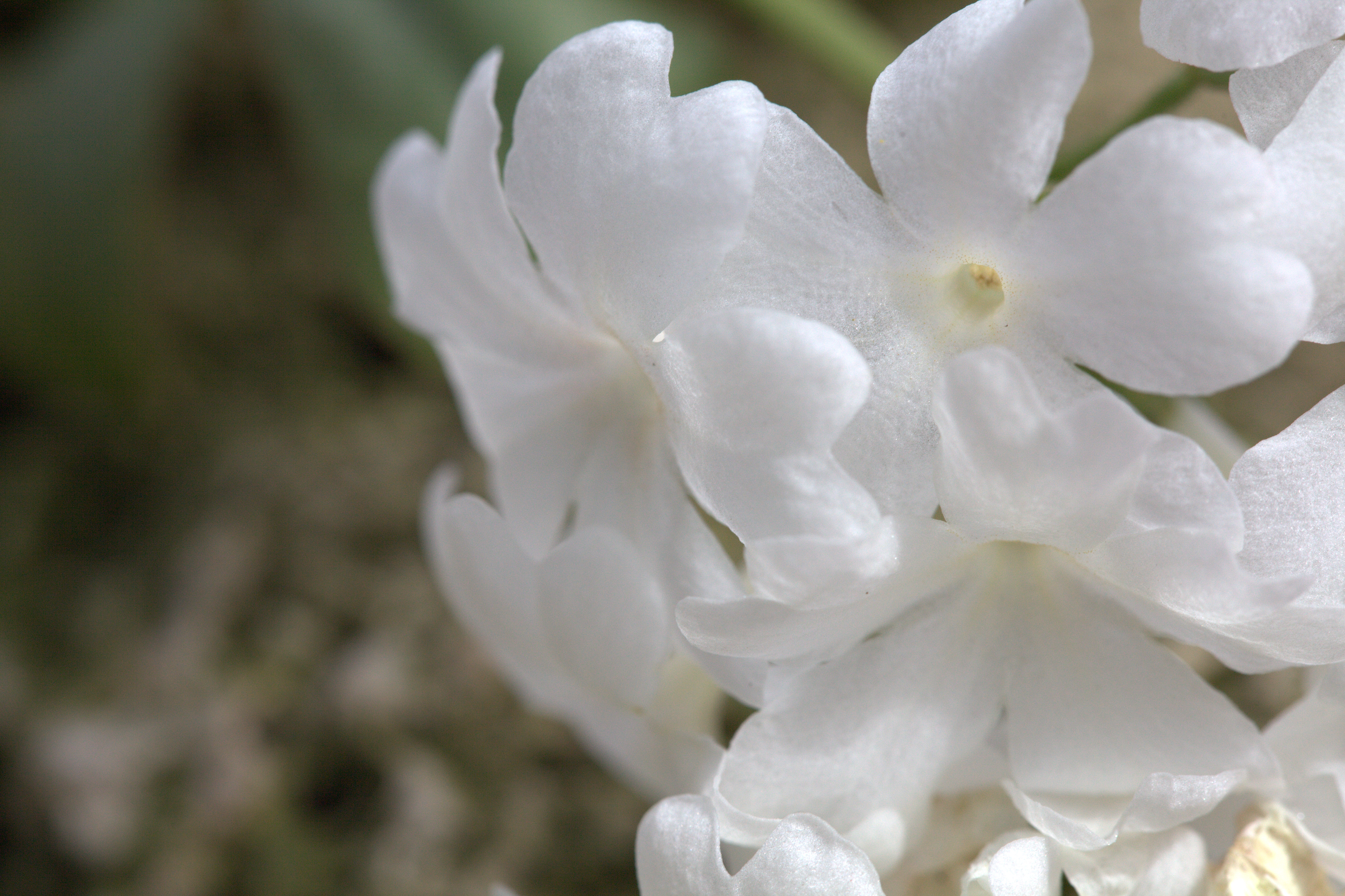
Varianten Alba i Göteborgs Botaniska trädgård.